# Jacek Bąk
Jacek Waldemar Bąk (Lublino, 24 marzo 1973) è un ex calciatore polacco, di ruolo difensore.

## Biografia
Ha un fratello, Arkadiusz, ex calciatore professionista che ha partecipato con lui al Mondiale nippo-coreano del 2002. È sposato con Anna e ha un figlio, Jacek jr.
Dal 2004 possiede la nazionalità francese. In seguito intraprende una campagna contro il razzismo negli stadi Stowarzyszenie "Nigdy Więcej".

## Carriera

### Club
Fece il suo debutto nel calcio professionistico con il Motor Lublino a 16 anni, prima di passare al Lech Poznań due anni dopo. Nella sua prima stagione con il Lech vinse il campionato polacco, e si guadagnò la prima presenza con la Nazionale polacca nella partita contro Cipro.
Nel 1995 passa in Division 1 coi francesi del Lione, inizialmente in prestito ed in seguito acquistato definitivamente. Nel luglio del 2001 passa al Lens, ancora in Francia, per la cifra di 4300000 €. Ad agosto rescinde il contratto con i giallorossi dopo aver totalizzato 146 presenze e 5 gol in cinque stagioni.
Nel 2005 passa nel campionato qatariota di calcio, con l'Al-Rayyan. Vi rimane fino al 2007, quando viene prelevato dall'Austria Vienna, dove resta sino al termine della sua carriera nel 2010. Il periodo in Austria è condizionato da diversi infortuni.

### Nazionale
Jacek Bąk ha partecipato ai Mondiali di calcio del 2002 in Corea del Sud e Giappone, ed anche alla successiva edizione del 2006 in Germania, venendo però sempre eliminato al primo turno con la Polonia.
In seguito ha partecipato alla fase di qualificazione della Polonia al Campionato europeo del 2008 in Svizzera e Austria, ottenendo la qualificazione e giocando 2 incontri su 3 nel torneo, sotto la guida del tecnico olandese Leo Beenhakker.
Il 14 luglio 2008 pone fine ufficialmente alla sua avventura durata 15 anni con la nazionale maggiore, con la quale ha collezionato 96 presenze e realizzato 3 reti. Il suo esordio risaliva al 1993.

## Statistiche

### Cronologia presenze e reti in nazionale
| Cronologia completa delle presenze e delle reti in nazionale ― Polonia | Cronologia completa delle presenze e delle reti in nazionale ― Polonia | Cronologia completa delle presenze e delle reti in nazionale ― Polonia | Cronologia completa delle presenze e delle reti in nazionale ― Polonia | Cronologia completa delle presenze e delle reti in nazionale ― Polonia | Cronologia completa delle presenze e delle reti in nazionale ― Polonia | Cronologia completa delle presenze e delle reti in nazionale ― Polonia | Cronologia completa delle presenze e delle reti in nazionale ― Polonia |
| Data                                                                   | Città                                                                  | In casa                                                                | Risultato                                                              | Ospiti                                                                 | Competizione                                                           | Reti                                                                   | Note                                                                   |
| ---------------------------------------------------------------------- | ---------------------------------------------------------------------- | ---------------------------------------------------------------------- | ---------------------------------------------------------------------- | ---------------------------------------------------------------------- | ---------------------------------------------------------------------- | ---------------------------------------------------------------------- | ---------------------------------------------------------------------- |
| 1-2-1993                                                               | Nicosia                                                                | Cipro                                                                  | 3 – 0                                                                  | Polonia                                                                | Amichevole                                                             | -                                                                      |                                                                        |
| 3-2-1993                                                               | Saint-Denis                                                            | Francia                                                                | 1 – 0                                                                  | Polonia                                                                | Amichevole                                                             | -                                                                      |                                                                        |
| 13-4-1993                                                              | Radom                                                                  | Polonia                                                                | 2 – 1                                                                  | Finlandia                                                              | Amichevole                                                             | -                                                                      | 46’                                                                    |
| 8-9-1993                                                               | Londra                                                                 | Inghilterra                                                            | 3 – 0                                                                  | Polonia                                                                | Qual. Mondiali 1994                                                    | -                                                                      | 78’                                                                    |
| 22-9-1993                                                              | Oslo                                                                   | Norvegia                                                               | 1 – 0                                                                  | Polonia                                                                | Qual. Mondiali 1994                                                    | -                                                                      |                                                                        |
| 13-10-1993                                                             | Poznań                                                                 | Polonia                                                                | 0 – 3                                                                  | Norvegia                                                               | Qual. Mondiali 1994                                                    | -                                                                      |                                                                        |
| 9-2-1994                                                               | Santa Cruz de Tenerife                                                 | Spagna                                                                 | 1 – 1                                                                  | Polonia                                                                | Amichevole                                                             | -                                                                      | 46’                                                                    |
| 13-4-1994                                                              | Cannes                                                                 | Polonia                                                                | 1 – 0                                                                  | Arabia Saudita                                                         | Amichevole                                                             | -                                                                      | 46’                                                                    |
| 17-5-1994                                                              | Katowice                                                               | Polonia                                                                | 3 – 4                                                                  | Austria                                                                | Amichevole                                                             | -                                                                      |                                                                        |
| 17-8-1994                                                              | Radom                                                                  | Polonia                                                                | 1 – 1                                                                  | Bielorussia                                                            | Amichevole                                                             | 1                                                                      |                                                                        |
| 4-9-1994                                                               | Ramat Gan                                                              | Israele                                                                | 2 – 1                                                                  | Polonia                                                                | Qual. Euro 1996                                                        | -                                                                      |                                                                        |
| 16-11-1994                                                             | Zabrze                                                                 | Polonia                                                                | 0 – 0                                                                  | Francia                                                                | Qual. Euro 1996                                                        | -                                                                      | 29’                                                                    |
| 22-5-1997                                                              | Stoccolma                                                              | Svezia                                                                 | 2 – 2                                                                  | Polonia                                                                | Amichevole                                                             | -                                                                      | 46’                                                                    |
| 24-9-1997                                                              | Olsztyn                                                                | Polonia                                                                | 2 – 0                                                                  | Lituania                                                               | Amichevole                                                             | -                                                                      | 52’                                                                    |
| 15-7-1998                                                              | Kiev                                                                   | Ucraina                                                                | 1 – 2                                                                  | Polonia                                                                | Amichevole                                                             | -                                                                      |                                                                        |
| 18-8-1998                                                              | Cracovia                                                               | Polonia                                                                | 2 – 0                                                                  | Israele                                                                | Amichevole                                                             | -                                                                      |                                                                        |
| 6-9-1998                                                               | Sofia                                                                  | Bulgaria                                                               | 0 – 3                                                                  | Polonia                                                                | Qual. Euro 2000                                                        | -                                                                      | 7’                                                                     |
| 10-10-1998                                                             | Varsavia                                                               | Polonia                                                                | 3 – 0                                                                  | Lussemburgo                                                            | Qual. Euro 2000                                                        | -                                                                      | 75’                                                                    |
| 3-2-1999                                                               | Ta' Qali                                                               | Malta                                                                  | 0 – 1                                                                  | Polonia                                                                | Amichevole                                                             | -                                                                      | 46’                                                                    |
| 10-2-1999                                                              | Ta' Qali                                                               | Finlandia                                                              | 1 – 1                                                                  | Polonia                                                                | Amichevole                                                             | -                                                                      | Ammonizione                                                            |
| 27-3-1999                                                              | Londra                                                                 | Inghilterra                                                            | 3 – 1                                                                  | Polonia                                                                | Qual. Euro 2000                                                        | -                                                                      |                                                                        |
| 31-3-1999                                                              | Chorzów                                                                | Polonia                                                                | 0 – 1                                                                  | Svezia                                                                 | Amichevole                                                             | -                                                                      | 88’                                                                    |
| 28-4-1999                                                              | Varsavia                                                               | Polonia                                                                | 2 – 1                                                                  | Rep. Ceca                                                              | Amichevole                                                             | -                                                                      | 78’                                                                    |
| 8-9-1999                                                               | Varsavia                                                               | Polonia                                                                | 0 – 0                                                                  | Inghilterra                                                            | Qual. Euro 2000                                                        | -                                                                      | 89’                                                                    |
| 23-2-2000                                                              | Saint-Denis                                                            | Francia                                                                | 1 – 0                                                                  | Polonia                                                                | Amichevole                                                             | -                                                                      |                                                                        |
| 29-3-2000                                                              | Debrecen                                                               | Ungheria                                                               | 0 – 0                                                                  | Polonia                                                                | Amichevole                                                             | -                                                                      | 63’                                                                    |
| 4-6-2000                                                               | Losanna                                                                | Polonia                                                                | 1 – 3                                                                  | Paesi Bassi                                                            | Amichevole                                                             | -                                                                      |                                                                        |
| 16-8-2000                                                              | Bucarest                                                               | Romania                                                                | 1 – 1                                                                  | Polonia                                                                | Amichevole                                                             | -                                                                      | 82’                                                                    |
| 2-6-2001                                                               | Cardiff                                                                | Galles                                                                 | 1 – 2                                                                  | Polonia                                                                | Qual. Mondiali 2002                                                    | -                                                                      |                                                                        |
| 6-6-2001                                                               | Erevan                                                                 | Armenia                                                                | 1 – 1                                                                  | Polonia                                                                | Qual. Mondiali 2002                                                    | -                                                                      | 87’                                                                    |
| 15-8-2001                                                              | Reykjavík                                                              | Islanda                                                                | 1 – 1                                                                  | Polonia                                                                | Amichevole                                                             | -                                                                      | Ammonizione                                                            |
| 6-10-2001                                                              | Chorzów                                                                | Polonia                                                                | 1 – 1                                                                  | Ucraina                                                                | Qual. Mondiali 2002                                                    | -                                                                      | 76’                                                                    |
| 14-11-2001                                                             | Poznań                                                                 | Polonia                                                                | 0 – 0                                                                  | Camerun                                                                | Amichevole                                                             | -                                                                      |                                                                        |
| 13-2-2002                                                              | Limassol                                                               | Polonia                                                                | 4 – 1                                                                  | Irlanda del Nord                                                       | Amichevole                                                             | -                                                                      |                                                                        |
| 27-3-2002                                                              | Łódź                                                                   | Polonia                                                                | 0 – 2                                                                  | Giappone                                                               | Amichevole                                                             | -                                                                      | 46’                                                                    |
| 18-5-2002                                                              | Danzica                                                                | Polonia                                                                | 1 – 0                                                                  | Estonia                                                                | Amichevole                                                             | -                                                                      | 88’                                                                    |
| 4-6-2002                                                               | Pusan                                                                  | Corea del Sud                                                          | 2 – 0                                                                  | Polonia                                                                | Mondiali 2002 - 1º turno                                               | -                                                                      | 50’                                                                    |
| 21-8-2002                                                              | Stettino                                                               | Polonia                                                                | 1 – 1                                                                  | Belgio                                                                 | Amichevole                                                             | -                                                                      | cap.                                                                   |
| 7-9-2002                                                               | Serravalle                                                             | San Marino                                                             | 0 – 2                                                                  | Polonia                                                                | Qual. Euro 2004                                                        | -                                                                      | cap.                                                                   |
| 20-11-2002                                                             | Copenaghen                                                             | Danimarca                                                              | 2 – 0                                                                  | Polonia                                                                | Amichevole                                                             | -                                                                      |                                                                        |
| 12-2-2003                                                              | Spalato                                                                | Croazia                                                                | 0 – 0                                                                  | Polonia                                                                | Amichevole                                                             | -                                                                      |                                                                        |
| 29-3-2003                                                              | Chorzów                                                                | Polonia                                                                | 0 – 0                                                                  | Ungheria                                                               | Qual. Euro 2004                                                        | -                                                                      | 79’                                                                    |
| 2-4-2003                                                               | Ostrowiec Świętokrzyski                                                | Polonia                                                                | 5 – 0                                                                  | San Marino                                                             | Qual. Euro 2004                                                        | -                                                                      | 64’                                                                    |
| 6-6-2003                                                               | Poznań                                                                 | Polonia                                                                | 3 – 0                                                                  | Kazakistan                                                             | Amichevole                                                             | -                                                                      | 5’ 46’                                                                 |
| 11-6-2003                                                              | Solna                                                                  | Svezia                                                                 | 3 – 0                                                                  | Polonia                                                                | Qual. Euro 2004                                                        | -                                                                      |                                                                        |
| 20-8-2003                                                              | Tallinn                                                                | Estonia                                                                | 1 – 2                                                                  | Polonia                                                                | Amichevole                                                             | -                                                                      | 57’                                                                    |
| 6-9-2003                                                               | Riga                                                                   | Lettonia                                                               | 0 – 2                                                                  | Polonia                                                                | Qual. Euro 2004                                                        | -                                                                      |                                                                        |
| 10-9-2003                                                              | Cracovia                                                               | Polonia                                                                | 0 – 2                                                                  | Svezia                                                                 | Qual. Euro 2004                                                        | -                                                                      |                                                                        |
| 11-10-2003                                                             | Budapest                                                               | Ungheria                                                               | 1 – 2                                                                  | Polonia                                                                | Qual. Euro 2004                                                        | -                                                                      | cap.                                                                   |
| 12-11-2003                                                             | Varsavia                                                               | Polonia                                                                | 3 – 1                                                                  | Italia                                                                 | Amichevole                                                             | 1                                                                      | 72’                                                                    |
| 18-2-2004                                                              | San Fernando                                                           | Slovenia                                                               | 0 – 2                                                                  | Polonia                                                                | Amichevole                                                             | -                                                                      | cap. 46’                                                               |
| 31-3-2004                                                              | Płock                                                                  | Polonia                                                                | 0 – 1                                                                  | Stati Uniti                                                            | Amichevole                                                             | -                                                                      | cap.                                                                   |
| 18-8-2004                                                              | Poznań                                                                 | Polonia                                                                | 1 – 5                                                                  | Danimarca                                                              | Amichevole                                                             | -                                                                      | cap.                                                                   |
| 4-9-2004                                                               | Belfast                                                                | Irlanda del Nord                                                       | 0 – 3                                                                  | Polonia                                                                | Qual. Mondiali 2006                                                    | -                                                                      | cap.                                                                   |
| 8-9-2004                                                               | Cracovia                                                               | Polonia                                                                | 1 – 2                                                                  | Inghilterra                                                            | Qual. Mondiali 2006                                                    | -                                                                      | cap.                                                                   |
| 9-10-2004                                                              | Vienna                                                                 | Austria                                                                | 1 – 3                                                                  | Polonia                                                                | Qual. Mondiali 2006                                                    | -                                                                      |                                                                        |
| 13-10-2004                                                             | Cardiff                                                                | Galles                                                                 | 2 – 3                                                                  | Polonia                                                                | Qual. Mondiali 2006                                                    | -                                                                      |                                                                        |
| 17-11-2004                                                             | Saint-Denis                                                            | Francia                                                                | 0 – 0                                                                  | Polonia                                                                | Amichevole                                                             | -                                                                      |                                                                        |
| 26-3-2005                                                              | Varsavia                                                               | Polonia                                                                | 8 – 0                                                                  | Azerbaigian                                                            | Qual. Mondiali 2006                                                    | -                                                                      | cap.                                                                   |
| 30-3-2005                                                              | Varsavia                                                               | Polonia                                                                | 1 – 0                                                                  | Irlanda del Nord                                                       | Qual. Mondiali 2006                                                    | -                                                                      | cap.                                                                   |
| 4-6-2005                                                               | Baku                                                                   | Azerbaigian                                                            | 0 – 3                                                                  | Polonia                                                                | Qual. Mondiali 2006                                                    | -                                                                      |                                                                        |
| 15-8-2005                                                              | Kiev                                                                   | Polonia                                                                | 3 – 2                                                                  | Serbia e Montenegro                                                    | Amichevole                                                             | -                                                                      | cap.                                                                   |
| 17-8-2005                                                              | Kiev                                                                   | Polonia                                                                | 3 – 2                                                                  | Israele                                                                | Amichevole                                                             | -                                                                      | cap.                                                                   |
| 3-9-2005                                                               | Varsavia                                                               | Polonia                                                                | 3 – 2                                                                  | Austria                                                                | Qual. Mondiali 2006                                                    | -                                                                      |                                                                        |
| 7-9-2005                                                               | Varsavia                                                               | Polonia                                                                | 1 – 0                                                                  | Galles                                                                 | Qual. Mondiali 2006                                                    | -                                                                      | cap.                                                                   |
| 7-10-2005                                                              | Bydgoszcz                                                              | Polonia                                                                | 3 – 2                                                                  | Islanda                                                                | Amichevole                                                             | -                                                                      | cap.                                                                   |
| 12-10-2005                                                             | Manchester                                                             | Inghilterra                                                            | 2 – 1                                                                  | Polonia                                                                | Qual. Mondiali 2006                                                    | -                                                                      | cap.                                                                   |
| 13-11-2005                                                             | Barcellona                                                             | Ecuador                                                                | 0 – 3                                                                  | Polonia                                                                | Amichevole                                                             | -                                                                      | 46’                                                                    |
| 1-3-2006                                                               | Kaiserslautern                                                         | Stati Uniti                                                            | 1 – 0                                                                  | Polonia                                                                | Amichevole                                                             | -                                                                      | cap.                                                                   |
| 28-3-2006                                                              | Riyad                                                                  | Arabia Saudita                                                         | 1 – 2                                                                  | Polonia                                                                | Amichevole                                                             | -                                                                      | cap. 72’                                                               |
| 30-5-2006                                                              | Chorzów                                                                | Polonia                                                                | 1 – 2                                                                  | Colombia                                                               | Amichevole                                                             | -                                                                      | cap. 49’                                                               |
| 3-6-2006                                                               | Wolfsburg                                                              | Croazia                                                                | 0 – 1                                                                  | Polonia                                                                | Amichevole                                                             | -                                                                      | cap. 76’                                                               |
| 9-6-2006                                                               | Gelsenkirchen                                                          | Ecuador                                                                | 2 – 0                                                                  | Polonia                                                                | Mondiali 2006 - 1º turno                                               | -                                                                      | cap.                                                                   |
| 14-6-2006                                                              | Dortmund                                                               | Polonia                                                                | 0 – 1                                                                  | Germania                                                               | Mondiali 2006 - 1º turno                                               | -                                                                      | cap.                                                                   |
| 20-6-2006                                                              | Hannover                                                               | Polonia                                                                | 2 – 1                                                                  | Costa Rica                                                             | Mondiali 2006 - 1º turno                                               | -                                                                      | cap. 24’                                                               |
| 16-8-2006                                                              | Odense                                                                 | Danimarca                                                              | 2 – 0                                                                  | Polonia                                                                | Amichevole                                                             | -                                                                      |                                                                        |
| 2-9-2006                                                               | Bydgoszcz                                                              | Polonia                                                                | 1 – 3                                                                  | Finlandia                                                              | Qual. Euro 2008                                                        | -                                                                      |                                                                        |
| 6-9-2006                                                               | Varsavia                                                               | Polonia                                                                | 1 – 1                                                                  | Serbia                                                                 | Qual. Euro 2008                                                        | -                                                                      |                                                                        |
| 7-10-2006                                                              | Alma-Ata                                                               | Kazakistan                                                             | 0 – 1                                                                  | Polonia                                                                | Qual. Euro 2008                                                        | -                                                                      |                                                                        |
| 11-10-2006                                                             | Chorzów                                                                | Polonia                                                                | 2 – 1                                                                  | Portogallo                                                             | Qual. Euro 2008                                                        | -                                                                      |                                                                        |
| 15-11-2006                                                             | Bruxelles                                                              | Belgio                                                                 | 0 – 1                                                                  | Polonia                                                                | Qual. Euro 2008                                                        | -                                                                      |                                                                        |
| 7-2-2007                                                               | Jerez de la Frontera                                                   | Polonia                                                                | 2 – 2                                                                  | Slovacchia                                                             | Amichevole                                                             | -                                                                      | cap.                                                                   |
| 24-3-2007                                                              | Varsavia                                                               | Polonia                                                                | 5 – 0                                                                  | Azerbaigian                                                            | Qual. Euro 2008                                                        | 1                                                                      |                                                                        |
| 28-3-2007                                                              | Kielce                                                                 | Polonia                                                                | 1 – 0                                                                  | Armenia                                                                | Qual. Euro 2008                                                        | -                                                                      |                                                                        |
| 2-6-2007                                                               | Baku                                                                   | Azerbaigian                                                            | 1 – 3                                                                  | Polonia                                                                | Qual. Euro 2008                                                        | -                                                                      |                                                                        |
| 6-6-2007                                                               | Erevan                                                                 | Armenia                                                                | 1 – 0                                                                  | Polonia                                                                | Qual. Euro 2008                                                        | -                                                                      | cap. 65’                                                               |
| 22-8-2007                                                              | Mosca                                                                  | Russia                                                                 | 2 – 2                                                                  | Polonia                                                                | Amichevole                                                             | -                                                                      | cap. 46’                                                               |
| 13-10-2007                                                             | Varsavia                                                               | Polonia                                                                | 3 – 1                                                                  | Kazakistan                                                             | Qual. Euro 2008                                                        | -                                                                      | cap.                                                                   |
| 17-11-2007                                                             | Chorzów                                                                | Polonia                                                                | 2 – 0                                                                  | Belgio                                                                 | Qual. Euro 2008                                                        | -                                                                      | 33’                                                                    |
| 21-11-2007                                                             | Belgrado                                                               | Serbia                                                                 | 2 – 2                                                                  | Polonia                                                                | Qual. Euro 2008                                                        | -                                                                      | cap. 72’ 77’                                                           |
| 6-2-2008                                                               | Larnaca                                                                | Rep. Ceca                                                              | 0 – 2                                                                  | Polonia                                                                | Amichevole                                                             | -                                                                      | cap. 46’                                                               |
| 26-3-2008                                                              | Cracovia                                                               | Polonia                                                                | 0 – 3                                                                  | Stati Uniti                                                            | Amichevole                                                             | -                                                                      |                                                                        |
| 27-5-2008                                                              | Reutlingen                                                             | Albania                                                                | 0 – 1                                                                  | Polonia                                                                | Amichevole                                                             | -                                                                      |                                                                        |
| 1-6-2008                                                               | Chorzów                                                                | Polonia                                                                | 1 – 1                                                                  | Danimarca                                                              | Amichevole                                                             | -                                                                      |                                                                        |
| 8-6-2008                                                               | Klagenfurt                                                             | Polonia                                                                | 0 – 2                                                                  | Germania                                                               | Euro 2008 - 1º turno                                                   | -                                                                      |                                                                        |
| 12-6-2008                                                              | Vienna                                                                 | Austria                                                                | 1 – 1                                                                  | Polonia                                                                | Euro 2008 - 1º turno                                                   | -                                                                      | cap. 90+3’                                                             |
| Totale                                                                 |                                                                        | Presenze (9º posto)                                                    | 96                                                                     |                                                                        | Reti                                                                   | 3                                                                      |                                                                        |

## Palmarès

### Club

#### Competizioni nazionali
- Campionato polacco: 2

Lech Poznań: 1991-1992, 1992-1993
- Supercoppa di Polonia: 1

Lech Poznań: 1992
- Campionato francese: 1

Lens: 2001-2002
- Coppa di Lega francese: 1

Lens: 2000-2001
- Coppa del Qatar: 1

Al-Rayyan: 2006
- Coppa d'Austria: 1

Austria Vienna: 2008-2009

#### Competizioni internazionali
- Coppa Intertoto UEFA: 2

Lens: 1997, 2005